# Michael Gottlieb Hansch
Michael Gottlieb Hansch (* 22. September 1683 in Müggenhahl (heute Rokitnica); † 19. April 1749 in Wien) war ein deutscher Philosoph, Theologe und Mathematiker.

## Leben
Hansch, Sohn eines Predigers, studierte nach Schulbesuch in Danzig ab 1702 an der Universität Leipzig und erwarb dort 1703 den akademischen Grad eines Magisters. Danach studierte er Theologie und promovierte 1709 an der Universität Rostock zum Doktor der Theologie. 1710–1711 hielt er an der Universität Leipzig Vorlesungen. Er lebte anschließend in Dresden, Prag, Wien, Frankfurt am Main und Frankfurt (Oder). 1718 wurde er zum kaiserlichen Rat ernannt. Er hatte persönlichen Kontakt zu Christian Wolff und Gottfried Wilhelm Leibniz. Bis zu seinem Lebensende war er bemüht, die Philosophie von Leibniz zu verbreiten und Keplers Gesammelte Werke herauszugeben.

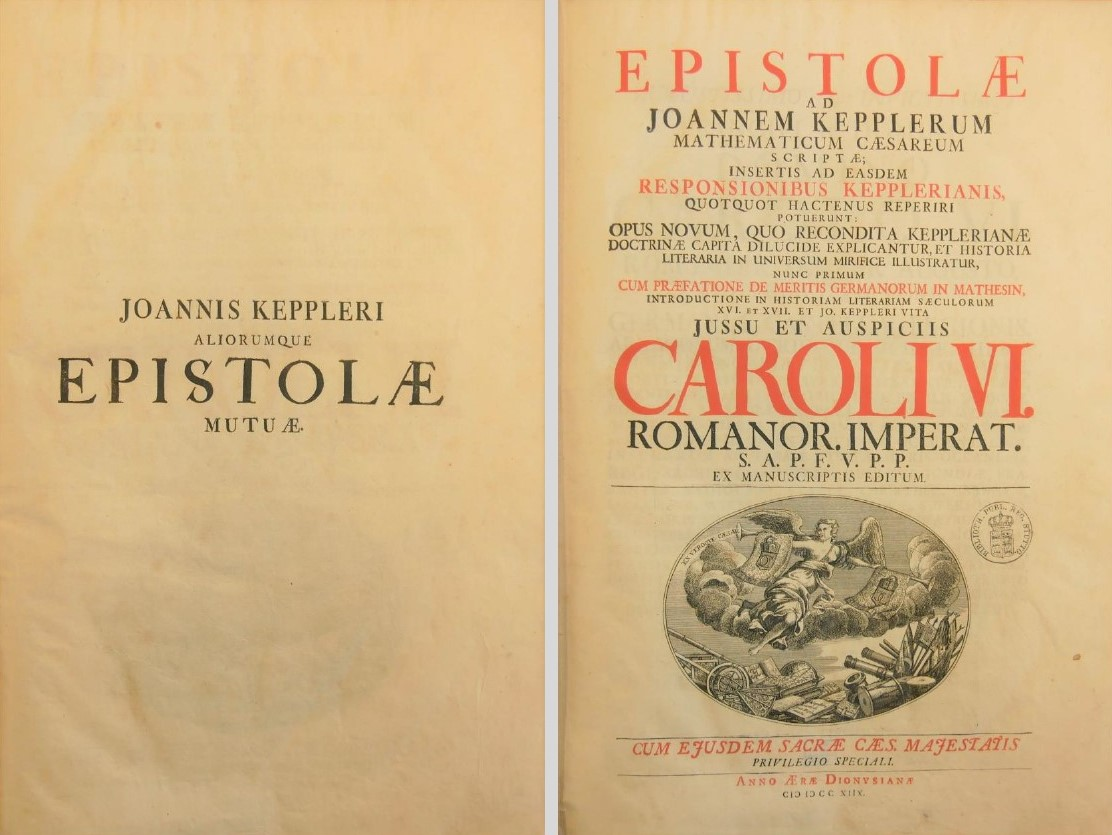
Schmutztitel und Titel des von Hansch herausgegebenen Bandes aus dem Nachlass Keplers, Kaiser Karl VI. gewidmet.

Hansch kaufte in Danzig 1708 für 100 Gulden den handschriftlichen Nachlass Johannes Keplers von Johannes Hevelius’ Erben auf; er ordnete die 29 Faszikel neu in 22 Bänden und hatte den Plan, ihn der Wissenschaft zugänglich zu machen. 1718 erschien als erster Teil ein Auswahlband von Briefen von und an Kepler (Joannis Keppleri aliorumque epistolae mutuae). Dieser enthielt auf den Seiten I-XXXVI zusätzlich eine erste Biographie Keplers. Schon bald blieb das Unternehmen in finanziellen Schwierigkeiten stecken, und es erschien nur noch Keplers Schrift über den Gregorianischen Kalender (De Calendario Gregoriano, Übersetzung von Hansch, 1726). Hansch war aus Geldnot 1721 gezwungen, 18 Bände des Keplerschen Nachlasses für 828 Gulden in Frankfurt zu versetzen;  die restlichen 4 Bände, aus denen er die Briefauswahl edierte, gingen an die kaiserliche Hofbibliothek in Wien. Hansch konnte den Nachlass nie mehr auslösen und starb völlig verarmt. Eine wissenschaftlich kommentierte vollständige Edition gelang erstmals fast einhundertfünfzig Jahre später Christian von Frisch.

## Schriften (Auswahl)
- Dissertatio de enthusiasmo platonico, 1716.
- Joannis Keppleri aliorumque epistolae mutuae, 1718.
- Selecta moralia, Halle, 1720.
- De Arte inveniendi, Leipzig, 1727.
- Godefridi Guilielmi Leibnitii Principia Philosophiae More Geometrico Demonstrata, Frankfurt/Leipzig, 1728.
- Medicina mentis et corporis, Amstelodam, 1728.
- Theoria arithmetica, 1739.
- Die Hauskirche, Gotha, 1739.